# Róbert Kubín
Róbert Kubín (ur. 8 sierpnia 1910 w Koszycach, zm. 29 października 1980 r. tamże) – słowacki taternik i działacz taternicki.
Róbert Kubín był z zawodu nauczycielem, w późniejszych latach pracował jako urzędnik. W latach 1933–1963 organizował kursy wspinaczkowe, jego kursy ukończyli m.in. Arno Puškáš i Július Andráši. W 1934 roku został członkiem klubu taternickiego JAMES, w latach 1965–1978 był kierownikiem Tygodni Taternickich (słow. Horolezecké týždne) organizowanych przez ten klub. Opisy swoich tatrzańskich dokonań publikował w słowackim czasopiśmie turystycznym „Krásy Slovenska”.

## Ważniejsze tatrzańskie osiągnięcia wspinaczkowe
- przejście nowej drogi na południowej ścianie Batyżowieckiego Szczytu,
- przejście nowej drogi lewym żebrem południowo-zachodniej ściany Podufałej Baszty,
- przejście nowej drogi prawym filarem północno-zachodniej ściany Staroleśnego Szczytu,
- przejście nowej drogi wschodnim żebrem Młynickiego Soliska.